# Draper (Texas)
Draper kisváros az USA Texas államában, Denton megyében. Lakosainak száma 33 fő (2020. április 1.).

## Népesség
A település népességének változása:

| 2010 | 27 |
| 2020 | 33 |